# Radu Sîrbu
Radu Sîrbu (även kallad Radu Sârbu, RadU, och Picasso) född 1978 i Peresecina, är en moldavisk musiker som var medlem i popbandet O-Zone. Det bandet splittrades och Radu gör numera solokarriär. Senare spelade han in låten Dulce med Dj Mahay.
Många av hans låtar används till irish dance-uppträdanden, inte minst Tu nu från skivan Alone.

## Diskografi

### Album
- 2006 - Alone (innehåller hitlåten Whap-pa).

1. Whap-pa (3:26)
2. Perfect Body (3.19)
3. Tu nu (3.30)
4. Ya Proshu (4.23)
5. Zâmbeşti cu mine (med Anastasia-Dalia) (3.29)
6. Fly (3.28)
7. Sună Seara (3.22)
8. Leave me Alone (4.30)
9. Whap-pa (engelsk version) (3.29)
10. Whap-pa (RMX Radu) (3.35)

### Singlar
- 1995 - Mix Dojdi
- 2005 - Dulce (med Dj Mahay)
- 2006 - Doi Straini
- 2006 - Whap-pa
- 2007 - July (med Arsenium)
- 2007 - Lubirea ca un drog
- 2007 - Daun Daha